# 1991 AA1
1991 AA1 är en asteroid i huvudbältet som upptäcktes den 10 januari 1991 av de japanska astronomerna Yoshio Kushida och Osamu Muramatsu vid Yatsugatake-Kobuchizawa-observatoriet.
Asteroiden har en diameter på ungefär 6 kilometer.